# چیرگی دروغین
چیرگی دروغین به حالتی می‌گویند که در آن، آشکار شدن ویژگی‌(های) به ارث رسیده از یک دگرهٔ باخته، آن را همانند یک دگرهٔ چیره نشان می‌دهد.
به زبانی دیگر، چیرگی دروغین هنگامی است که الگوی به ارث رسیدن یک دگرهٔ باخته به گونه‌ای باشد که خود را مانند یک دگرهٔ چیره نشان دهد.